# Cermis
Cermis er et bjerg i Lagorai-gruppen i det østlige Trentino i kommunen Cavalese i Italien. Bjerget er en del af Val di Fiemme-Obereggen, som er et kendt skiområde. Cermis var sted for to af de værste ulykker med kabelvogne. 

## Ekstern henvisning
- alpecermis.it

46°14′32″N 11°30′09″Ø / 46.2422°N 11.5025°Ø